# Монте-Порціо-Катоне
Монте-Порціо-Катоне (італ. Monte Porzio Catone) — муніципалітет в Італії, у регіоні Лаціо,  метрополійне місто Рим-Столиця.
Монте-Порціо-Катоне розташоване на відстані близько 22 км на південний схід від Рима.
Населення — 8704 особи (2014).

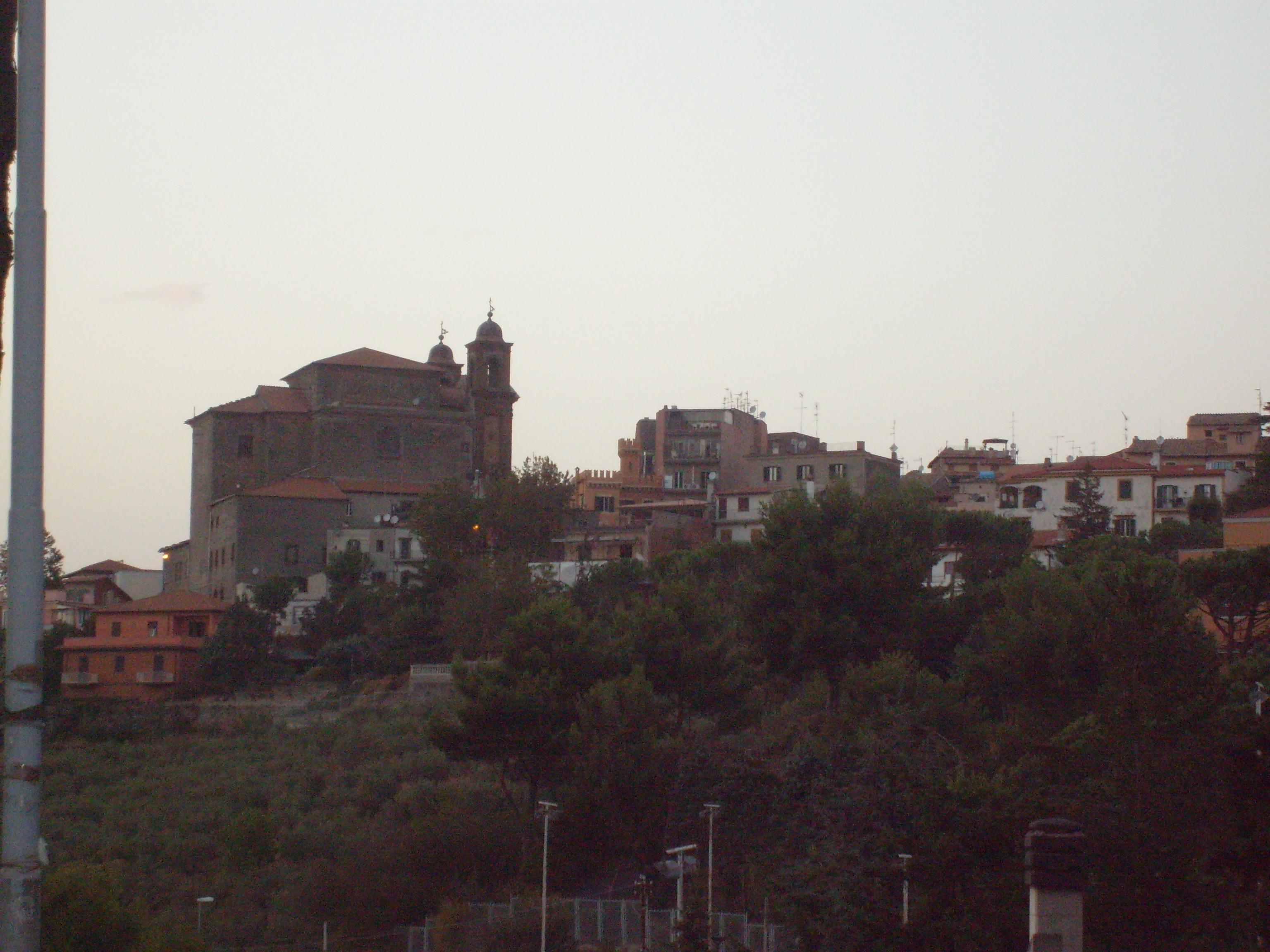

Щорічний фестиваль відбувається 2 вересня. Покровитель — S. Antonino Martire.

## Демографія
Населення за роками:

Станом на 1 січня 2023 року в муніципалітеті офіційно проживало 399 іноземців з 54 країн, серед них 184 громадяни країн Євросоюзу та 31 громадянин України.

## Сусідні муніципалітети
- Фраскаті
- Гроттаферрата
- Монте-Компатрі
- Рим
- Рокка-Пріора